# Sitticus nenilini
Sitticus nenilini là một loài nhện trong họ Salticidae.
Loài này thuộc chi Sitticus. Sitticus nenilini được Dmitri Viktorovich Logunov & Wanda Wesołowska miêu tả năm 1993.